# هاردنغ
هاردنغ هي قرية في مقاطعة لنجان، إيران. عدد سكان هذه القرية هو 1,774 في سنة 2006.